# Prepona philipponi
Prepona philipponi är en fjärilsart som beskrevs av Le Moult 1932. Prepona philipponi ingår i släktet Prepona och familjen praktfjärilar. Inga underarter finns listade i Catalogue of Life.